# T Возничего
T Возничего (лат. T Aurigae), HD 36294 — медленная новая, двойная катаклизмическая переменная звезда (NB), затменная переменная звезда типа Алголя (EA) в созвездии Возничего на расстоянии приблизительно 2860 световых лет (около 877 парсеков) от Солнца. Видимая звёздная величина звезды — от +15,5m до +4,1m. Вспышка новой произошла в 1891 году, через несколько месяцев после её пика, 1 февраля 1892 года её обнаружил Томас Дэвид Андерсон.

## Характеристики
Первый компонент — аккрецирующий белый карлик спектрального класса pec(Nova).
Второй компонент — предположительно оранжевый карлик спектрального класса K. Радиус — около 0,54 солнечного, светимость — около 0,489 солнечных. Эффективная температура — около 6572 К.